# Blood-C
Blood-C (ブラッド-C?, Buraddo-C) è un anime del 2011 nato da una collaborazione fra lo Studio Production I.G ed il gruppo di autrici CLAMP. È la seconda serie della Production I.G del franchise di Blood, dopo Blood+, andata in onda nel 2005.

## Trama
Saya Kisaragi è una apparentemente normale ragazza dai modi goffi ma di carattere gentile, che vive con il padre, il monaco che gestisce il tempio cittadino, che le ha insegnato l'"arte della spada". Durante il giorno, Saya trascorre il proprio tempo fra la scuola, il tempio e le proprie amicizie, ma quando scende la notte Saya ha il compito di proteggere la propria città da misteriose ed inquietanti creature che ne minacciano la tranquillità.

## Personaggi
Saya Kisaragi (更衣 小夜?, Kisaragi Saya)
Doppiata da Nana Mizuki
Tadayoshi Kisaragi (更衣 唯芳?, Kisaragi Tadayoshi)
Doppiato da Keiji Fujiwara
Fumito Nanahara (七原 文人?, Nanahara Fumito)
Doppiato da Kenji Nojima
Yūka Amino (網埜 優花?, Amino Yūka)
Doppiata da Masumi Asano
Nono & Nene Motoe (求衛 のの&ねね?, Motoe Nono & Nene)
Doppiate da Misato Fukuen
Itsuki Tomofusa (鞘総 逸樹?, Tomofusa Itsuki)
Doppiato da Atsushi Abe
Shinichirō Tokizane (時真 慎一郎?, Tokizane Shin'ichirō)
Doppiato da Tatsuhisa Suzuki
Kanako Tsutsutori (筒鳥 香奈子?, Tsutsutori Kanako)
Doppiata da Miho Miyagawa
Cane (犬?, Inu)
Doppiato da Jun Fukuyama

## Media

### Anime
L'anime di Blood-C è stato annunciato nel numero di maggio 2011 della rivista Shōnen Ace, dove è stata rivelato che si sarebbe trattata di una collaborazione fra lo Studio Production I.G ed il gruppo di autrici CLAMP. Le CLAMP avevano il compito di creare la storia ed il character design dei personaggi, mentre la Production I.G. aveva il compito di curare le animazioni. L'anime è stato pubblicato da Aniplex e diretto da Tsutomu Mizushima, con Junichi Fujisaku, che aveva in precedenza lavorato per Blood: The Last Vampire e Blood+, come supervisore. Anche Nanase Ōkawa ha supervisionato la sceneggiatura ed ha collaborato con Fujisaku nella stesura della stessa, mentre Kazuchika Kise ha adattato il character design delle CLAMP per l'animazione e Naoki Sato ha composto la colonna sonora. La serie è andata in onda fra l'8 luglio 2011 ed il 30 settembre 2011 su MBS e TBS, ed è stata trasmessa in streaming in America Settentrionale e Regno Unito da Nico Nico Douga.

#### Episodi
| Nº | Giapponese 「Kanji」 - Rōmaji    | In onda           | In onda |
| Nº | Giapponese 「Kanji」 - Rōmaji    | Giapponese        |         |
| 1  | 「あまつかせ」 - Ama Tsukase     | 7 luglio 2011     |         |
| 2  | 「きみがため」 - Kimi ga Tame    | 14 luglio 2011    |         |
| 3  | 「ひとはいさ」 - Hito wa Isa     | 21 luglio 2011    |         |
| 4  | 「なげけとて」 - Nageke Tote     | 28 luglio 2011    |         |
| 5  | 「めぐりあひて」 - Meguri a Hite | 4 agosto 2011     |         |
| 6  | 「かぜをいたみ」 - Kaze o itami  | 18 agosto 2011    |         |
| 7  | 「うかりける」 - Ukarikeru       | 25 agosto 2011    |         |
| 8  | 「よのなかよ」 - Yo no naka yo   | 1º agosto 2011    |         |
| 9  | 「こころにも」 - Kokoro ni mo    | 8 settembre 2011  |         |
| 10 | 「ふくからに」 - Fuku kara ni    | 15 settembre 2011 |         |
| 11 | 「たれをかも」 - Tare o kamo     | 22 settembre 2011 |         |
| 12 | 「わすれじの」 - Wasureji no     | 29 settembre 2011 |         |

#### Colonna sonora
Sigla di apertura
- Spiral cantata da Dustz[4]

Sigla di chiusura
- Junketsu Paradox (純潔パラドックス?, Junketsu Paradokkusu) cantata da Nana Mizuki

### Manga

Copertina del primo volume dell'edizione italiana, raffigurante la protagonista Saya Kisaragi

Un adattamento manga della serie è stato realizzato da Ranmaru Kotone ed ha iniziato ad essere serializzato sulla rivista Shōnen Ace il 26 maggio 2011. Il primo volume è stato pubblicato il 17 novembre 2011, mentre il quarto e ultimo è stato messo in commercio il 13 dicembre 2012.
In Italia è stato pubblicato da Panini Comics sotto l'etichetta Planet Manga nella collana Sakura dal 9 febbraio al 21 dicembre 2013.

#### Volumi
| Nº | Data di prima pubblicazione | Data di prima pubblicazione | Data di prima pubblicazione |
| Nº | Giapponese                  | Giapponese                  | Italiano                    |
| -- | --------------------------- | --------------------------- | --------------------------- |
| 1  | 22 luglio 2011              | ISBN 978-4-04-715754-5      | 9 febbraio 2013             |
| 2  | 17 dicembre 2011            | ISBN 978-4-04-120047-6      | 6 aprile 2013               |
| 3  | 23 maggio 2012              | ISBN 978-4-04-120235-7      | 24 agosto 2013              |
| 4  | 21 novembre 2012            | ISBN 978-4-04-120499-3      | 21 dicembre 2013            |

### Film
Un film d'animazione per il cinema, intitolato Blood-C: The Last Dark è stato realizzato dopo la fine della serie televisiva. Il teaser del film è andato in onda il 2 giugno 2011, subito dopo la trasmissione dell'ultimo episodio della serie. Il film è stato finanziato dall'agenzia per gli affari culturali con 50 milioni di yen. La sigla di chiusura del film è Metro Baroque cantata da Nana Mizuki.

### Opera teatrale
La serie è stata adattata in un'opera teatrale intitolata Blood-C: The Last Mind, con Kanon Miyahara nel ruolo di Saya e Keisuke Minami nel ruolo di Fumito, mentre la regia è affidata a Shutaro Oku.